# Río Bravo, Belize
Río Bravo är ett vattendrag i Belize. Det ligger i distriktet Orange Walk, i den norra delen av landet, 70 km norr om huvudstaden Belmopan.